# Culoz-Béon
Culoz-Béon is een gemeente in het Franse departement Ain in de regio Auvergne-Rhône-Alpes. 

## Geschiedenis
De gemeente is op 1 januari 2023 gevormd door de fusie van de gemeenten Béon en Culoz. Béon en Culoz kregen de status van Commune déléguée van de gevormde commune nouvelle.

## Geografie
De oppervlakte van Culoz-Béon bedroeg op 1 januari 2022 29,66 vierkante kilometer; de bevolkingsdichtheid was toen 115,2 inwoners per km². In de gemeente ligt spoorwegstation Culoz.